# Labena tarsata
Labena tarsata là một loài tò vò trong họ Ichneumonidae.